# 小川一平
小川 一平（おがわ いっぺい、1902年（明治35年）5月16日 - 1982年（昭和57年）8月8日）は、日本の実業家、政治家。衆議院議員。

## 来歴
政治家小川平吉の長男として長野県諏訪郡富士見村（現富士見町）に生まれる。東京高等師範付属小学校、旧制第一高等学校を経て、東京帝国大学政治学科卒業。昭和4年（1929年）三菱銀行に入行、同17年（1942年）に退社、同年戦時生活相談所常任理事に就任し、岡谷市に支所を設けて、首都圏から諏訪地方への工場疎開を推進した。
同21年（1946年）第22回衆議院議員総選挙に長野県から出馬し当選。同26年（1951年）後楽園スタヂアム取締役、同32年（1957年）常務、同42年（1967年）副社長、同46年（1971年）花月園観光社長を歴任した。著書に「小川一平回顧録」がある。
弟の小川平二、長男の小川元も衆議院議員。

## 系譜

### 小川家
（長野県諏訪郡富士見町、東京都）　